# Морски охлюв
Морският охлюв е популярно наименование на бавно движещи се океански коремоноги мекотели, обикновено с видими външни черупки – със силно заострена спирална черупка или като на мида. Те споделят таксономичния клас Коремоноги с голите охлюви, които се отличават от охлювите преди всичко с липсата на видима черупка.

## Таксономия
Преглед на основните клади от живи коремоноги, базирани на таксономията на Bouchet & Rocroi (2005), с таксони, които съдържат солени или соленоводни видове, маркирани с получер шрифт (някои от подчертаните таксони се състоят изцяло от морски видове, но някои от тях съдържат и сладководни или сухоземни видове).
- Клад Patellogastropoda
- Клад Vetigastropoda
- Клад Cocculiniformia
- Клад Neritimorpha
  - Клад Cycloneritimorpha
- Клад Caenogastropoda
  - Неформална група Architaenioglossa
  - Клад Sorbeoconcha
  - Клад Hypsogastropoda
    - Клад Littorinimorpha
    - Неформална група Ptenoglossa
    - Клад Neogastropoda
- Клад Heterobranchia
  - Неформална група Lower Heterobranchia
  - Неформална група Opisthobranchia
    - Клад Cephalaspidea
    - Клад Thecosomata
    - Клад Gymnosomata
    - Клад Aplysiomorpha
    - Група Acochlidiacea
    - Клад Sacoglossa
    - Група Cylindrobullida
    - Клад Umbraculida
    - Клад Nudipleura
      - Клад Pleurobranchomorpha
      - Клад Голохрили охлюви (Nudibranchia)
        - Клад Euctenidiacea
        - Клад Dexiarchia
          - Клад Pseudoeuctenidiacea
          - Клад Cladobranchia
            - Клад Euarminida
            - Клад Dendronotida
            - Клад Aeolidida

  - Неформална група Белодробни охлюви (Pulmonata)
    - Неформална група Basommatophora
    - Клад Eupulmonata
      - Клад Systellommatophora
      - Клад Stylommatophora
        - Клад Elasmognatha
        - Клад Orthurethra
        - Неформална група Sigmurethra

## Употреба

### От хората
Редица видове морски охлюви се събират в аквакултури и се използват от хората за храна, включително миди, рапани, северноамериканските видове Busycon, северноатлантическия вид Buccinum undatum, Littorina littorea и др.
Черупките на морските охлюви често се намират измити на плажовете. Тъй като много от тях са привлекателни и издръжливи, те са били използвани за изработване на колиета и други бижута от праисторически времена.
Черупките на няколко вида големи морски охлюви от подкрас Vetigastropoda имат дебел слой седеф и са били използвани като източник на седеф. В исторически план индустрията на копчетата разчита на тези видове в продължение на няколко години.

### От нечовешки животни
Черупките на морските охлюви се използват за защита от много видове раци-отшелници (Paguroidea). Ракът-отшелник носи раковина, като хваща навитата централна кухина на черупката, като използва скоби на върха на корема си.